# Robert Shaw
Robert Shaw (Westhoughton, Inglaterra,  9 de agosto de 1927 - Tourmakeady, Irlanda em 28 de agosto de 1978) foi um ator britânico.

## Biografia
Robert Archibald Shaw nasceu em 9 de agosto de 1927 em Westhoughton, na época parte de Lancashire, sendo filho da ex-enfermeira Doreen (antes Avery), nascida em Piggs Peak, Essuatíni, e o médico Thomas Shaw.
Começou no cinema em 1954 e fez carreira também na TV onde participou de várias séries como "The Scarlet Pimpernel", "The Buccaneers", "Dial 999", "William Tell" e "Danger Man".
Sua carreira no cinema americano deslanchou a partir de sua participação em "Moscou Contra 007" em 1963 como Donald Red Grant, um dos vilões da película estrelada por Sean Connery.
Seus filmes mais importantes foram; "O Homem que Não Vendeu sua Alma" em 1966 que lhe valeu uma indicação ao Oscar de melhor ator coadjuvante; "A Batalha da Inglaterra" 1969, "As Garras do Leão" 1972; "Golpe de Mestre" 1973; "Tubarão" 1975 como Quint, o homem que vai caçar o grande tubarão; "Robin and Marian" 1976; "O Abismo" 1977 e "Comando 10 de Navarone" 1978.
Como seu pai, Shaw foi um alcoólatra durante a maior parte de sua vida. Ele morreu aos 51 anos de um ataque cardíaco em 28 de agosto de 1978 enquanto dirigia de Castlebar para sua casa em Toormakeady, na Irlanda. Repentinamente, ele sentiu-se mal e parou o carro, saiu e depois desabou na beira da estrada. Ele foi levado para Castlebar General Hospital, mas ao chegar foi declarado morto. O fato ocorreu pouco após completar as filmagens do filme Avalanche Express.
Seus restos foram cremados e as cinzas dispersas perto de sua casa na Irlanda. Um memorial de pedra para ele foi feito lá em sua homenagem, em agosto de 2008. 